# Cryptandra speciosa
Cryptandra speciosa là một loài thực vật có hoa trong họ Táo. Loài này được A.Cunn. ex Kellermann & Udovicic mô tả khoa học đầu tiên năm 2007.